# Manulea plurirosulata
Manulea plurirosulata är en flenörtsväxtart som beskrevs av O.M. Hilliard. Manulea plurirosulata ingår i släktet Manulea och familjen flenörtsväxter. Inga underarter finns listade i Catalogue of Life.